# Râul Brena
Râul Brena este un curs de apă, afluent al râului Suhurlui. 